# Blandford-Payne-Prozess
Der Blandford-Payne-Prozess, benannt nach den Astrophysikern R. D. Blandford und D. G. Payne, die den Effekt 1982 vorschlugen, beschreibt, wie es durch magnetische Vorgänge in einem Akkretionsfluss zu einem ausfließenden Materiestrom kommen kann.
Akkretionsflüsse in der Nähe von kompakten Objekten sind sehr heiß, typischerweise in der Größenordnung von mehreren 106 K und mehr, daher wird das einfallende Material ionisiert und bildet ein Plasma. Dieses Akkretionsplasma besteht vor allem aus Ionen und Elektronen. Die Folge ist, dass die bewegten elektrischen Ladungen Magnetfelder induzieren. Dadurch wird der Akkretionsfluss von Magnetfeldlinien durchsetzt und bildet typischerweise die Konfiguration einer rotierenden magnetisierten Akkretionsscheibe aus. Da die Magnetfeldlinien an das Plasma gekoppelt sind, rotieren mit der Scheibe auch eine Vielzahl von Magnetfeldlinien, die man insgesamt als Magnetosphäre bezeichnet.
Dieses Magnetfeld zieht Plasmateilchen aus der Oberfläche der Akkretionsscheibe heraus, dieser Vorgang wird von Astrophysikern als Scheibenwind bezeichnet. Typische Ausflussgeschwindigkeiten sind vergleichbar mit der Keplergeschwindigkeit am betreffenden Scheibenradius. Die Geschwindigkeit des Scheibenwindes wird mit kleiner werdenden Radien immer größer und kann relativistische Geschwindigkeiten (vjet = 0,995 c) erreichen, falls die Scheibe sehr nah um ein Schwarzes Loch rotiert.
Die rotierende Akkretionsscheibe mit ihrem magnetischen Druck erzeugt einen Scheibenwind, der zentrifugal getriebene Ausflüsse verursacht. Dem gegenüber steht der Blandford-Znajek-Prozess, der die Rotationsenergie rotierender Schwarzer Löcher extrahiert. Für den Blandford-Payne-Prozess ist lediglich ein rotierendes, magnetisiertes Plasma erforderlich, wie es z. B. bei Protosternen, T-Tauri-Sternen und Herbig-Ae/Be-Sternen, Herbig-Haro-Objekte oder wechselwirkenden Doppelsternsystemen sowie symbiotischen Sternen, Röntgendoppelsternen und kataklysmischen Veränderlichen nachgewiesen wurde.
Blandford-Payne-Prozess und Blandford-Znajek-Prozess sind zwei Mechanismen, die als Ursache der Erzeugung von Jets in Aktiven Galaktischen Kernen (AGN) und Röntgendoppelsternen mit Schwarzem Loch (BHXBs) diskutiert werden. Wenn der Scheibenwind durch magnetische Lorentz-Kräfte oder durch den Strahlungsdruck heißer Umgebungsquellen gebündelt wird, resultiert daraus ein gerichteter (kollimierter) Gasstrom, der sogenannte Jet.
Eventuell ist es bald möglich, durch hochaufgelöste VLBI-Beobachtungen zu klären, welcher Mechanismus in der jeweiligen Jetquelle wirkt. Die Interkontinentale Interferometrie (VLBI) im Millimeterbereich erreicht heute schon räumliche Auflösungen von wenigen bis einigen zehn Schwarzschildradien in AGN wie z. B. M87. Die Strukturen an der Jetbasis würden den Mechanismus verraten, weil der Blandford-Znajek-Prozess einen schmalen Ausgangspunkt für den Jet erzeugt, wohingegen das Blandford-Payne-Szenario eine breite Jetbasis haben würde in der Größenordnung von mehreren hundert Gravitationsradien.